# Vulva

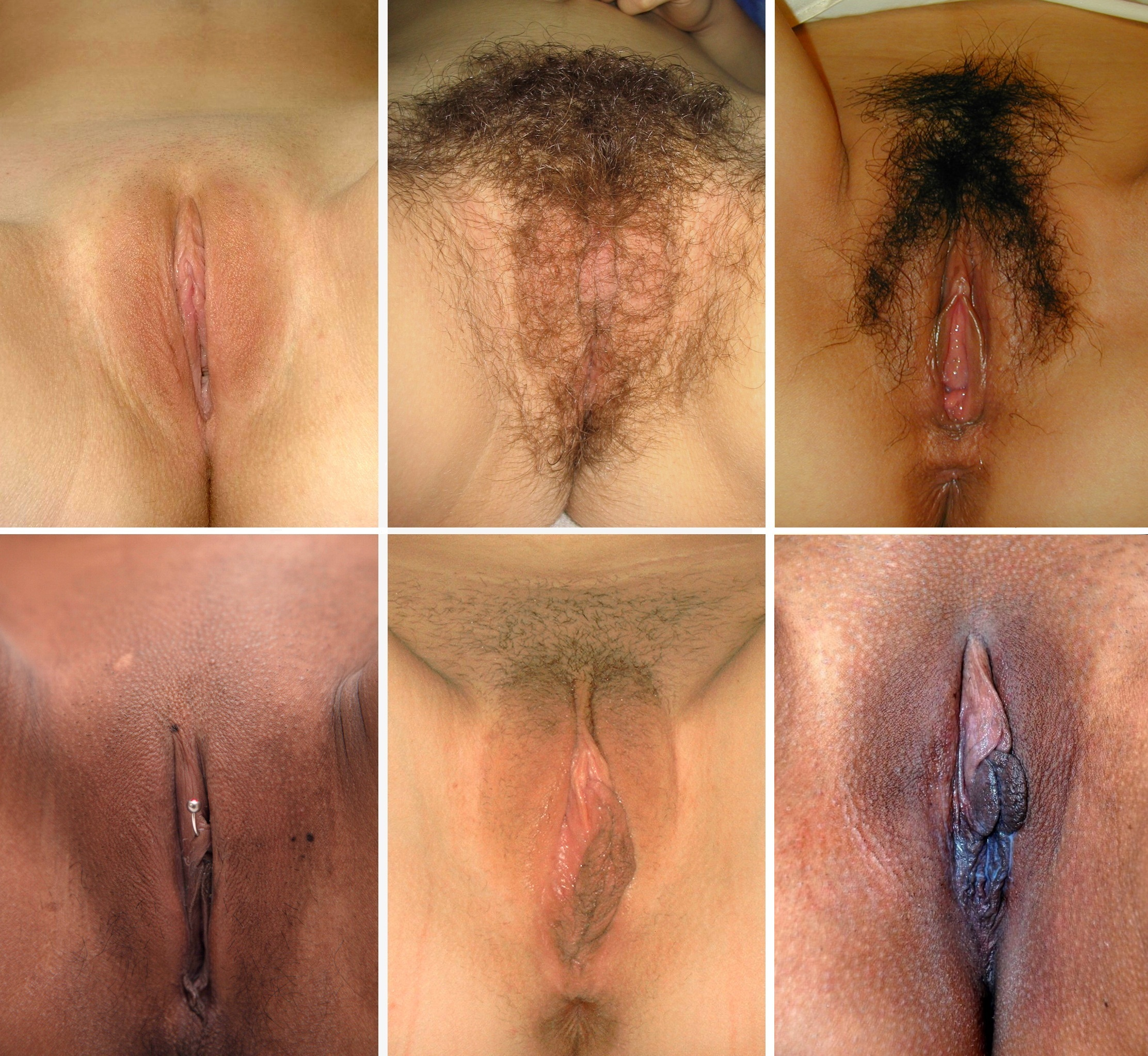
Vulve di diverse donne (in alcuni casi i peli pubici sono stati rimossi)

La vulva (definita in passato anche pudendo muliebre) è la terminazione e l'apertura esterna degli organi genitali femminili esterni, situata nella parte anteriore del perineo, al centro di un complesso di formazioni cutanee di protezione, concentriche l'una all'altra, la più interna delle quali delimita una piccola cavità, detta vestibolo vulvare, nella quale si apre il canale vaginale.
All'interno di queste formazioni cutanee, si trova anche il trigono urogenitale, nel quale si apre il canale urogenitale, per mezzo dell'orifizio uretrale, sbocco esterno dell'apparato urinario; mentre sul contorno si trovano i corpi erettili della donna e due organi ghiandolari.
Questo dispositivo anatomico-funzionale è facilmente identificabile semplicemente all'esame ispettivo e con alcuni rilievi palpatori.

## Anatomia
In posizione anatomica corretta, la vulva della donna è sporgente nella parte anteriore perineale, al davanti della sinfisi pubica ma risulta in parte nascosta dall'accostamento delle cosce: quando richiesto, l'esame generale dei genitali esterni femminili deve necessariamente essere eseguito a cosce divaricate.
La vulva appare come un rilievo impari mediano, di forma piriforme, che inizia a livello della parte superiore della sinfisi pubica e si estende verso il basso lungo le branche ischio-pubiche, terminando a circa 1 centimetro dall'apertura anale.
Questo rilievo, formato da un cuscinetto di cute spessa, prende il nome di monte di Venere, il quale continua in basso con due pliche cutanee pari e simmetriche dette grandi labbra o valve. Il monte di Venere e le grandi labbra sono ricoperte da uno sviluppato apparato pilifero. Al di sotto si trovano altre due pliche cutanee interne, pari ma non sempre simmetriche e prive di apparato pilifero, più sottili, dette piccole labbra o ninfe, che si congiungono in alto in una formazione a piccolo tubercolo sporgente che è la parte ispezionabile degli organi erettili femminili, ossia corpo e glande della clitoride. Le piccole labbra sono sempre nascoste all'interno delle grandi labbra prima della pubertà. Dopo lo sviluppo sessuale possono restare entrocontenute ma più spesso ne sporgono, a volte notevolmente.
La palpazione di queste formazioni alla loro base d'impianto, permette di apprezzare la sede delle parti nascoste degli organi erettili e delle formazioni ghiandolari annesse, chiamate ghiandole vestibolari.

## Strutture
Negli esseri umani, le maggiori formazioni anatomiche della vulva consistono nelle seguenti parti:
- il monte di Venere
- le labbra, consistenti in piccole labbra o ninfe e grandi labbra o valve
- il glande del clitoride (frenulo e prepuzio clitorideo), porzione esterna della clitoride
- il vestibolo vulvare
- l'orifizio del meato urinario
- l'apertura vaginale
- l'imene

Altri formazioni anatomiche:
- il perineo
- le ghiandole sebacee sulle grandi labbra
- le ghiandole situate nella vagina:
  - ghiandola di Bartolino
  - ghiandola di Skene

## Sviluppo

### Feto
Durante le prime otto settimane di gestazione, maschi e femmine, hanno gli stessi organi riproduttivi sessuali rudimentali, ed il loro sviluppo è controllato dagli ormoni della madre. Maschio e femmina cominciano a diventare distinti quando il feto è in grado di produrre da solo i propri ormoni, anche se la determinazione del sesso è difficilmente visibile sino alla dodicesima settimana.

### Infanzia
Alla nascita, la vulva e le mammelle delle neonate possono apparire gonfiate per effetto dell'esposizione agli ormoni presenti nella madre, notevolmente alti prima del parto. La clitoride è proporzionalmente più grande.
Dall'età di un anno fino all'arrivo della pubertà, la vulva rimane dello stesso aspetto crescendo in proporzione con il resto del corpo.

### Pubertà

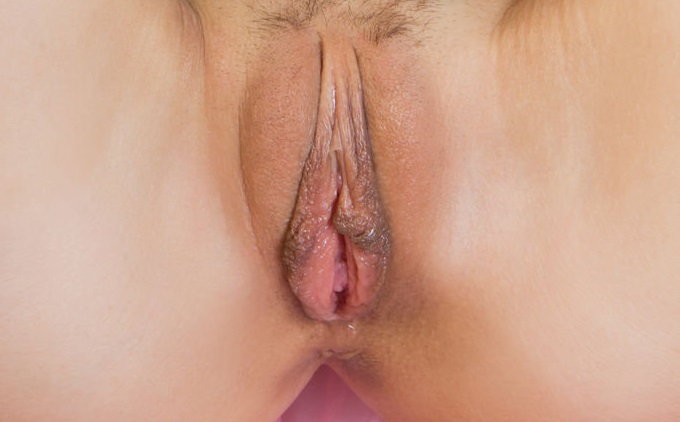
Con la pubertà le piccole labbra aumentano di dimensione, spesso fuoriuscendo dalle grandi labbra

L'arrivo della pubertà produce una serie di importanti cambiamenti. All'incirca fra i nove e gli undici anni la vulva diviene più grande e più larga, muta la colorazione ed iniziano a comparire i peli pubici, prima sulle grandi labbra, poi sul monte di Venere e spesso anche nell'interno coscia e sul perineo. In seguito, in un'età di solito compresa tra gli undici e i tredici anni, le grandi labbra si ingrossano gradualmente, diventando via via più scure, e le piccole, a loro volta, aumentano di dimensione, spesso fuoriuscendo dalle grandi labbra dalle quali sono sempre protette fino all'età dello sviluppo. Mentre prima della pubertà la vulva presenta una forma omogenea e piatta, dopo assume un aspetto piuttosto irregolare e voluminoso, soprattutto verso l'esterno, appunto a causa dell'ingrossamento che subiscono grandi e piccole labbra; bisogna anche dire che, nella fase puberale, la vulva diviene più sensibile ed umida.
In posizione eretta, nella bambina pre-adolescente, la vulva risulta collocata in avanti rispetto all'età adulta, mostrando gran parte delle grandi labbra; durante la pubertà, invece, il monte di Venere si allarga, spingendo via la porzione diretta delle grandi labbra dall'osso pubico e rendendo la vulva meno avanzata, più vicina all'ano e quindi meglio posizionata per poter ospitare il pene. Variazioni dei livelli di grasso corporeo possono influenzare questo fenomeno.

### Parto

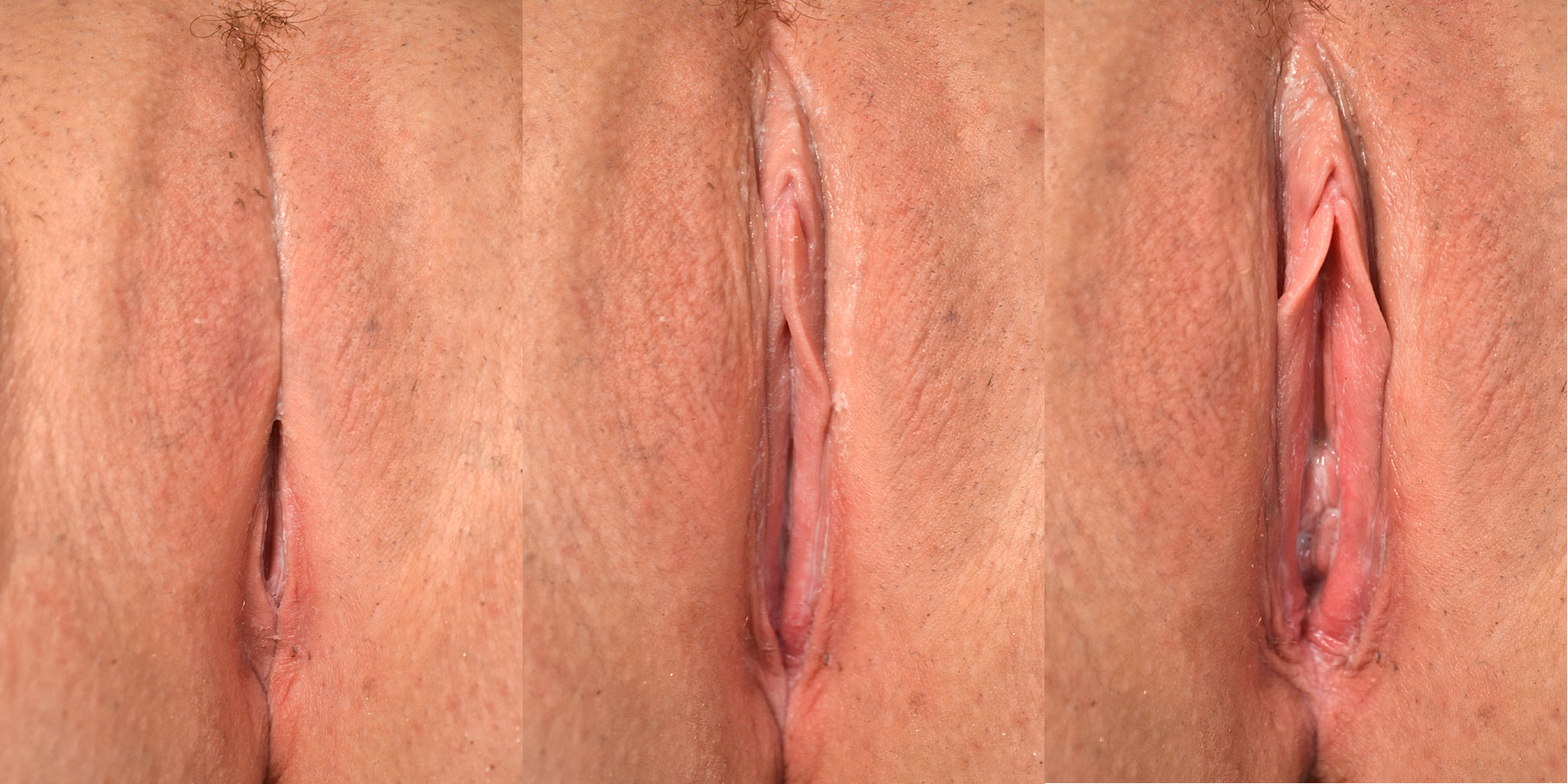
Una vulva con crescente lubrificazione vaginale ed erezione clitoridea

Durante il parto, la vagina e la vulva si dilatano per consentire il passaggio della testa del bambino (approssimativamente 9.5 cm di diametro). Il transito difficoltoso può dare luogo a ferite lacere nell'apertura vaginale, nelle labbra e nella clitoride. Un episiotomia (ovvero un taglio chirurgico effettuato mediante incisione del perineo proprio durante le spinte) qualche volta viene effettuato per limitare le lacerazioni; l'appropriatezza di questo intervento come procedura di routine è comunque messo in discussione, e alcuni ospedali ritengono di dover limitare questa procedura solo ai casi di reale necessità, perché l'episiotomia rende più difficile e lungo il recupero post-partum dell'elasticità della zona vaginale, creando altresì piccoli disturbi fisici o sensazioni dolorose.
Alcuni dei mutamenti che avvengono durante la gravidanza possono essere permanenti.

### Penetrazione
Dopo un rapporto sessuale penetrativo, la vulva può subire dei cambiamenti simili (naturalmente molto più leggeri) al post-parto; infatti, a seconda della dimensione del pene che ha ospitato, essa rimane più o meno larga. Naturalmente il fenomeno non è duraturo nel tempo e, a differenza della dilatazione post-parto, i mutamenti non possono essere permanenti.

### Post-menopausa
Durante la menopausa, gli ormoni diminuiscono sensibilmente, e durante questo processo, i tessuti riproduttivi che sono sensibili a questi ormoni si restringono, causando un fenomeno noto come atrofia vulvovaginale.
Il monte di Venere, le labbra e la clitoride diminuiscono le loro dimensioni dopo la menopausa per via del calo di estrogeni, anche se di solito non tornano mai alle dimensioni del periodo prima della pubertà.
L'insieme di queste condizioni viene anche chiamato sindrome genitourinaria da menopausa, poiché è un termine più comprensivo.

## Riferimenti morfo-funzionali

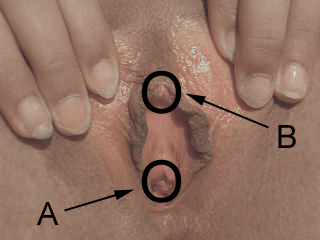
A. apertura vaginale
B. clitoride

Lo spesso cuscinetto di cute al di sopra del monte di Venere ha la funzione di proteggere l'osso sottostante, la sinfisi pubica, durante l'amplesso.
Le grandi labbra o valve sono l'equivalente dello scroto nel maschio. Possono contenere un canale, il dotto di Nuck, di lunghezza molto variabile, che le collega al peritoneo, vestigia di un abbozzo embrionale di organi sessuali maschili.
La clitoride è costituita da corpi cavernosi ed è riccamente innervata: risulta essere simile, nella costituzione, al pene maschile, derivando infatti dallo stesso abbozzo embrionale. Da esso si differenzia tuttavia per essere in assoluto l'unico organo del corpo umano esclusivamente deputato al piacere.
Le piccole labbra o ninfe, possono essere considerate una sorta di protezione del canale vaginale. Sono molto innervate e quindi molto sensibili. Il loro colore e la loro dimensione variano moltissimo da donna a donna. Possono essere molto più scure della carne circostante o chiare e rosate, lunghe da pochi millimetri a diversi centimetri. A riposo possono essere invisibili, racchiuse tra le grandi labbra, o sporgere da esse.
Le ghiandole del vestibolo, anche chiamate ghiandole di Bartolini, sono due grosse formazioni dal peso di 4-5 g, poste da una parte e dall'altra delle piccole labbra. La funzione di queste ghiandole rimane ancora oggi in via di studio.

## Secrezioni
Ci sono varie secrezioni associate alla vulva, incluse urina, sudore, mestruazioni, fluidi della pelle (sebo), secrezioni delle ghiandole di Bartolini e di muco vaginale. Queste secrezioni contengono una miscela di molecole che includono: la piridina, lo squalene, l'urea, l'acido acetico, l'acido lattico, l'alcool, il glicol etilenico, i chetoni e le aldeidi.
Durante la stimolazione sessuale, le secrezioni aumentano (lubrificazione vaginale).

## Circoncisione femminile
Sotto il nome generico di infibulazione, vengono spesso raccolte tutte le mutilazioni a carico dei genitali femminili, praticate in paesi dell'Africa sub-sahariana, della penisola araba e del sud-est asiatico, per motivi non terapeutici, ma culturali e rituali. L'Organizzazione mondiale della sanità (OMS) ha distinto le mutilazioni in 3 tipi differenti a seconda della gravità per il soggetto:
- Circoncisione: si limita alla foratura della punta della clitoride con fuoriuscita di sette gocce di sangue simboliche
- Escissione: asportazione della clitoride e taglio totale o parziale delle piccole labbra
- Infibulazione o circoncisione faraonica o sudanese: asportazione della clitoride, delle piccole labbra, di parte delle grandi labbra con cauterizzazione, cui segue la cucitura della vulva, lasciando aperto solo un foro per permettere la fuoriuscita dell'urina e del sangue mestruale.

Queste pratiche sono eseguite in età differenti a seconda della tradizione.

## Atteggiamenti culturali
In alcune culture, compresa quella occidentale moderna, molte donne radono o depilano parzialmente o totalmente il monte di Venere e la vulva (acomoclitismo). Quest'usanza è abbastanza recente negli Stati Uniti, Canada e nell'Europa occidentale, è in uso da molto tempo invece, in molti paesi dell'Europa orientale e nelle culture Medio Orientali, dove per secoli vi era la credenza che fosse consigliabile per motivi igienici. I moderni costumi da bagno di piccole dimensioni e la pratica del nudismo hanno indotto prima a depilare i lati del triangolo pubico e poi a eliminare quasi completamente i peli naturali o lasciarne solo alcuni, in forme dettate dalla moda (un piccolo triangolo, una striscia verticale più o meno stretta, disegni di fantasia...). Negli ultimi anni si sono imposti, anche nella zona pubica, tatuaggi e piercing.